# كروم خان البلغار
خان البلغار بين عامي 802 - 814 ووسع حكمه نحو منطقة بلغار بانونيا بعد هزيمة الأفار على يد شارلمان، ثم قام بحملة على البيزنطيين لكنها فشلت ونجح في حملة ثانية عندما هزم نقفور الأول في معركة أدريانوبوليس (أدرنة حاليا) وحاصر القسطنطينية عام 813 ورجع بعد أن خرب الريف لكنه مات في حصار ثاني على المدينة، وفي عهده نظم بلغاريا إداريا.